# Редлих, Сергей Михайлович
Ре́длих Серге́й Миха́йлович — ректор Кузбасской государственной педагогической академии С 1990 по 2014 год.
Родился 17 апреля 1949 года в Магнитогорске. В 1966 году окончил с золотой медалью школу N 26 Новокузнецка. Поступил в 1966 и окончил в 1970 Новокузнецкий государственный педагогический институт. С 1970 по 1973 проходил стажировку на кафедре математики ЛГПИ с перерывом на службу в Советской армии с 1971 по 1972 год. С 1973 по 1976 обучался в аспирантуре ЛГПИ. В мае 1976 года защитил кандидатскую диссертацию по физико-математическим наукам. С 1976 работает в НГПИ старшим преподавателем , доцентом, заведующим кафедрой математического анализа, деканом физико-математического факультета. Избран ректором НГПИ в 1990. Переизбирался в 1995, 2000, 2004, 2010
Под руководством Сергея Михайловича и при его непосредственном участии в академии начата подготовка учителей по новым, остро дефицитным в Кузбассе специальностям: история, информатика, экономика, предпринимательство, валеология.
В 1992 году в Кемеровской области по инициативе ректора КузГПА Редлиха и директора педагогического училища города Ленинска-Кузнецкого Н. М. Голянской создан учебно-педагогический комплекс «Педагогическое училище — педагогический институт». Разработанные при участии С. М. Редлиха скоординированные учебные планы позволили: сэкономить бюджетные ресурсы при подготовке учителей с высшим образованием; сократить время получения высшего образования на два года; дать возможность выпускникам педагогического училища получить высшее образование без выезда в другой город, что в современных условиях весьма важно для желающих обучаться в вузе. Эксперимент дал положительный результат. В настоящее время в учебно-педагогический комплекс вовлечены пять педагогических училищ области из восьми.
Под руководством Редлиха в 1995 году была открыта аспирантура по семи направлениям: физика твердого тела, экология, общая педагогика, теория и методика профессионального образования, теория и методика обучения технологии, теория и методика обучения информатики, теория и методика обучения русскому языку.
В 1999 году защитил диссертацию на звание доктора педагогических наук -Педагогические основы социально-профессиональной адаптации учителя
Научные интересы Сергея Михайловича Редлиха направлены не только на область математики, но и на решение проблем педагогики средней и высшей школы. За последнее время им опубликовано 24 научных работы, подготовлена к изданию монография(7 печатных листов), завершается работа над монографией и докторской диссертации на тему «Социально-профессиональная адаптация выпускников педагогического вуза».
Сергей Михайлович Редлих тесно сотрудничает с общеобразовательными школами городов Новокузнецка и Междуреченска, где он является научным консультантом руководителей школ, учителей математики и учащихся, занимающихся научной работой. С инновационными учебными заведениями Новокузнецка и Кемеровской области заключены договоры о совместной деятельности. В этих школах работают ученые института.
Сергей Михайлович Редлих является почетным членом Балтийской Педагогической академии и членом-корреспондентом Международной академии наук педагогического образования.
В 1994 году Сергей Михайлович Редлих награждён значком «Отличник народного просвещения Российской Федерации».
В 2014 году КузГПА вошла в состав Новокузнецкого филиала Кемеровского государственного университета
Являлся профессором кафедры математики и методики преподавания математики в 2014-2015
По данным на 4 апреля 2017 года работает на кафедре педагогики и психологии КемГУКИ . Автор нескольких десятков трудов по педагогике и математике  